# フォード・マローダーV8
マローダーV8（Marauder V-8、マローダー・ブイエイト） は、1950年代後半から10年余りの間フォード・モーターが大型乗用車用に製造していたエンジンである。特徴的な燃焼室と水冷システムを採用している。「MEL」と俗称される。

## 概要
1952年からフォード・モーターのフルサイズカーに用いられているリンカーンV8を代替すべく開発され、1957年秋 (1958型式年度) にマーキュリー (Mercury) およびコンチネンタルを含むリンカーン (Lincoln)、そしてこの年度から発足するエドセル (Edsel) 用として実用化された。この開発主旨から各メイクの頭文字をとって「MEL」と俗称される。しかしエドセルでは初年度しか用いられず、マーキュリーでも1960型式年度までであった。それ以降はリンカーン専用となるが、重いことが燃料消費率を悪化させる原因となり、当時増加傾向にあった高効率を求める消費者の需要に応えきれず、1968型式年度の半期を最後に後継のサンダージェットV8に代替された。なお、当機をマローダーV8と称するのはマーキュリーのみであり、エドセルではE-475、リンカーンではリンカーンコンチネンタルV8 (Lincoln Continental V-8) と呼ばれた。また1960型式年度にのみフォード・サンダーバードへ転用された際、フォードではサンダーバード430スペシャルV8 (Thunderbird 430 Special V-8) と称した。
米国におけるV型8気筒エンジンとしては大型であることからビッグブロックに分類される。並行して開発されたサンダーバードV8ミディアムブロックよりも若干大きい排気量範囲を担っているが、1機種に統合せず2機種を同時開発したのは、リンカーンとマーキュリーの販売においてフォードに対しての差別性を重視したためである。そしてそれまでビッグブロックの位置づけであったリンカーンV8の後継を2クラスに分割したことで、既存のボアピッチはミディアムブロックが引き継ぎ、当型は一回り大きい新たなビッグブロックのボアピッチが採用された。また、前任のリンカーンV8はトラックにも転用されていたが、当型は乗用車専用となり、トラック用には特徴を共有しながらさらに大きなボアピッチで設計されたスーパーデューティV8 (Super Duty V-8) が同時開発された。
基本構成は同時開発されたミディアムブロックと同じ全鋳鉄のV型8気筒、プッシュロッド式OHVであるが、細部の構成は保守的なミディアムブロックと異なり、ブロック内燃焼や三段階冷却システムなど (後述) の意欲的な技術が投入されている。
競技運用の実績は僅かであるが、1959年にデトロイトで開催されたNHRAナショナルズにおいてトップエリミネーター部門で優勝し、NASCARグランドナショナル選手権のデイトナ500では、サンダーバードが写真判定で2位となっている。
製造はオハイオ州ライマのライマエンジン工場 (Ford Lima Engine Plant) で行われた。

## 構造および機構
ガソリンを燃料とするオットーサイクル機関である。総排気量は6.28リットル (L) から7.57 Lまでの4種類である。
2組の直列4気筒が1本のクランクシャフトを共有し、各列がそれぞれ外方へ45度ずつ傾いたV型8気筒配置である。5か所のメインベアリングでクランクシャフトを支持している。エンジンバレーを挟んで対となるシリンダー (ピストン) のコネクティングロッドは、共有するクランクピンで前後に隣接して配置されているため、右4気筒と左4気筒はコネクティングロッド大端部の厚み量だけ前後に千鳥配置となっている (右前、左後) 。全シリンダーはウォータージャケットとクランクケース (スカート) と共に鋳鉄で一体鋳造されシリンダーブロックを形成している。基本的に実用化で4年先行しているサンダーバードV8スモールブロックの設計を拡大したものであり、エンジンを軸線方向から眺めた時、V字型のシリンダーと、その下に深く伸びるスカート (ディープスカート式) によりY字型を形成する「Yブロック」("Y-Block") が踏襲されている。この様式により捩れ剛性に優れている。クランクシャフトはクロスプレーン式である。
シリンダーヘッドはブロックと同様に鋳鉄である。吸気排気とも各1本のポペットバルブを上から下へ (オーバーヘッドバルブ式) 全て平行配置し、エンジンバレー側に10度傾倒させている。バルブの開閉制御はエンジンバレーの底に配置されたサイレントチェーンで駆動されるカムシャフト、油圧式自動間隙調節機構を備えたバルブリフター、シリンダーに沿って上下動するプッシュロッド、ヘッド頂部で運動を反転させるロッカーアームで構成されている。吸気ポート断面は入口が縦長の長方形であり、プッシュロッドを迂回して燃焼室へ向かうまでに円形となる。エンジンバレー側から吸気し、同方向へ排気するターンフロー式であるが、排気ポートはヘッド内を反転してエンジン外側の排気マニホールドへ向かう。設計基礎であるスモールブロックからボアピッチが拡がったことで、スモールブロックでは前後2気筒ずつの吸気ポート入口を縦並びさせていたものを無理のない横並びに変更し、さらに各気筒の排気ポート同士が隣接しない交互配置を採り、熱の分散が図られている。
燃焼室の形成においてブロック内燃焼 (In-block combustion) が採用されている。これはピストン冠面に対してエンジンバレー側から10度の勾配をもったシリンダーデッキと、窪みのない平らなシリンダーヘッド面を組み合わせることでシリンダー内に形成される楔形の円筒空間を燃焼室とする手法である。これにより燃焼堆積物の蓄積個所を排除するとともに、シリンダーヘッドの温度を抑制できる。スキッシュエリアはピストン冠面のエンジンバレー側円弧を10度の斜面にして形成している。点火プラグは排気ポート側から挿入される。
シリンダー冷却は加圧水を強制循環させ、ラジエーターで大気と熱交換する水冷式であり、3段階冷却システム (3-stage cooling system) が採用されている。これはエンジン始動時から冷却水はまずシリンダーヘッドと新採用された水冷式吸気マニホールドの各ウォータージャケットのみを循環する。華氏140度 (摂氏60.0度 (℃)) に達するとシリンダーブロックのサーモスタットが開きシリンダーウォータージャケットにも循環が開始され、華氏180度 (82.2 ℃) で冷却水出口のサーモスタットが開きラジエーターで熱交換する手法である。これにより気温が低い時の暖機運転を短縮し、水冷式吸気マニホールドは気温が高い時の始動不良を削減している。
燃料供給装置はダウンドラフト (降流式) の2バレル1ステージまたは4バレル2ステージキャブレターであり、オートチョークを備えている。吸気マニホールドは鋳鉄であり、クランク角が180度位相となる4気筒2組にそれぞれ独立したプレナム室とスロート (2ステージでは1次と2次の両スロート)を与えている (デュアルプレーン式)。また吸気系には温度制御式空気導入システム (Temperature contorolled air induction system) が装備されている。これは排気マニホールドで熱交換した空気の導管を、直上に位置するエアクリーナー空気摂取導管の中ほどに接続するもので、寒冷時の暖機運転を短縮する装置である。暖機が終了すると接続部のシャッターが自動で閉鎖され、外気のみの導入となる。

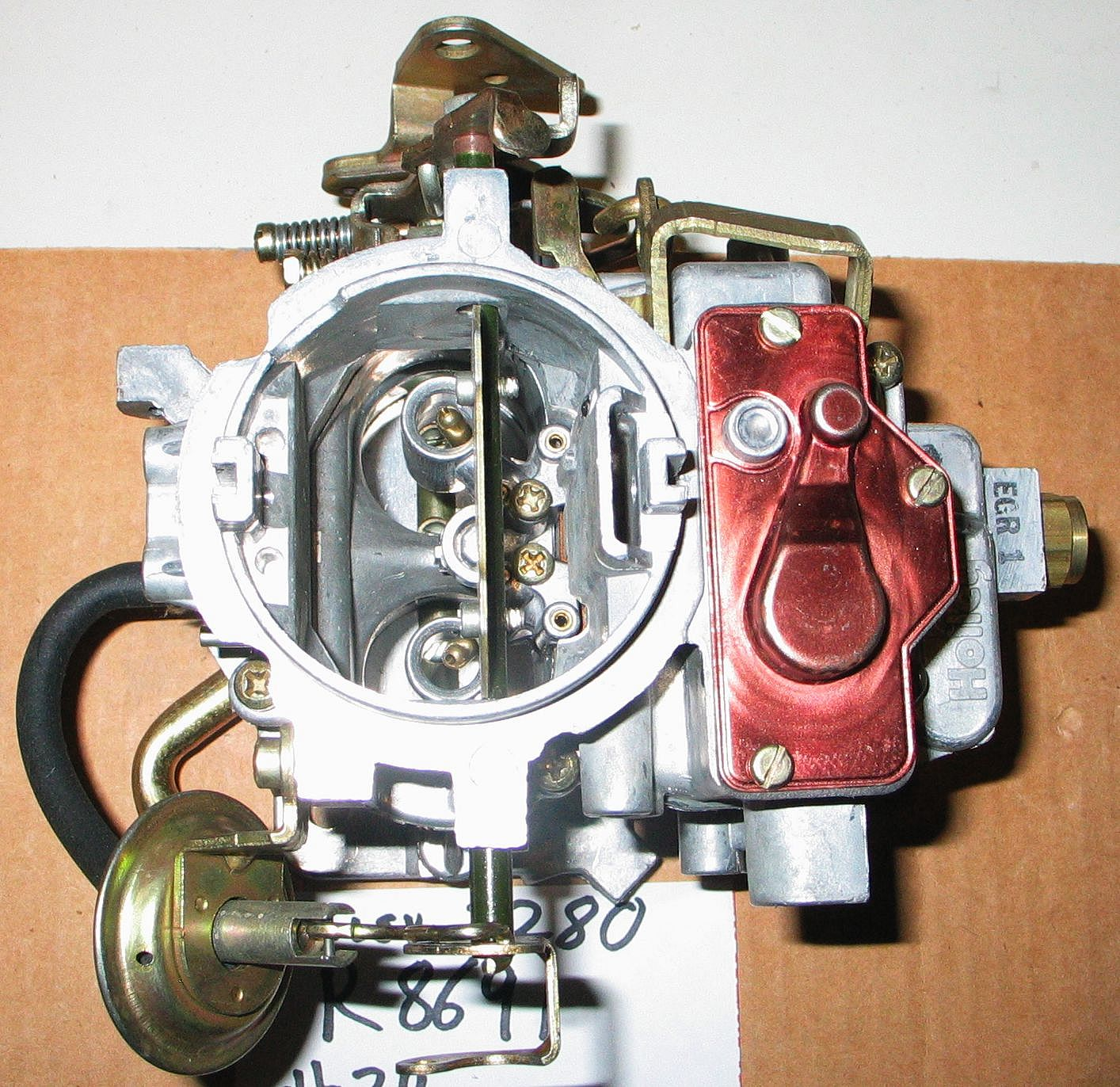
2バレルキャブレター
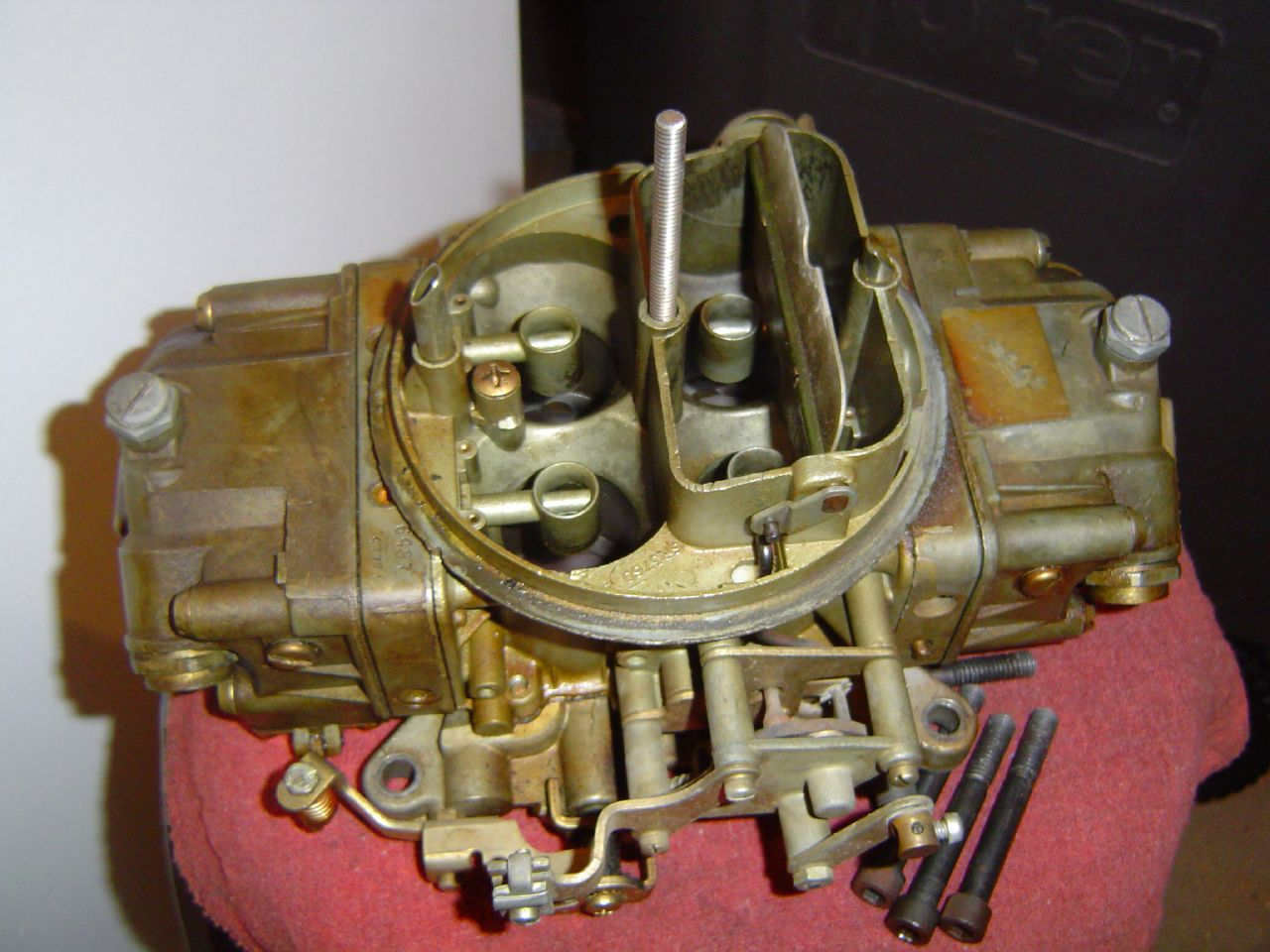
4バレルキャブレター

点火装置はポイント式で、進角装置は遠心式と真空式の併用である。
フォード・モーターの乗用車用エンジンとしては最大排気量であり、単体重量は補器類による差異はあるが、概ね740ポンド (336キログラム) 以上となる。
| サイクル               | オットーサイクル                            |
| シリンダーブロック形式 | 90度V型8気筒5ベアリング                     |
| 吸排気バルブ機構       | OHV (プッシュロッド式)、ターンフロー2バルブ |
| ボアピッチ             | 4.90インチ (12.45 cm)                       |
| クランクシャフト形式   | 一体式クロスプレーン                        |
| 潤滑方式               | ウェットサンプ                              |
| 冷却方式               | 加圧水強制循環式水冷                        |
| 燃料                   | ガソリン                                    |

## 各型

### E-475
1957年9月 (1958型式年度) のこの時に発足となるエドセルにおけるコルセアとサイテーションで実用化された。シリーズの始祖となる3型式の一つであるが、リンカーンマーキュリーの1958年型各車種の発表が少し後になったため、エドセルのこれが形として最も早い実用化となった。型式名称はエドセル流であり、475は重量ポンドフィートのトルク値に由来する。
総排気量は6.72 Lであり、同時に実用化されたマローダーV8の430とピストン行程を共有し、シリンダー内径が小さく、3型式のなかでは内径対行程比が最も小さい。キャブレターは4バレルである。
製造は1958型式年度のみで終了した。
| 総排気量                    | 410.1立方インチ (6720立方センチメートル (cm3)) |
| シリンダー内径×ピストン行程 | 4.20インチ (10.67 cm) ×3.70インチ (9.40 cm)    |

| 型式年度 | 圧縮比                           | キャブレター       | 最高出力                                                   | 最大トルク                                                            | 備考 |
| -------- | -------------------------------- | ------------------ | ---------------------------------------------------------- | --------------------------------------------------------------------- | ---- |
| 1958     | 10.0: 1 (プレミアムガソリン指定) | 4スロート2ステージ | 345英馬力 (257キロワット (kW)) @ 4600回転毎分 (rpm) グロス | 475重量ポンドフィート (644ニュートンメートル (N·m)) @ 2900 rpm グロス |      |

### マローダーV8 (383)
シリーズの始祖となる3型式の一つであり、マーキュリー専用として1957年10月に実用化された。
総排気量は6.28 Lであり、同時に実用化された430とシリンダー内径を共有し、ピストン行程が短く、3型式の中では内径対行程比が最も大きい。キャブレターは1958年型と1959年型が4バレル、1960年型は2バレルである。1958年型は車種別に2通りの出力価が用意された。
製造は1960年をもって終了した。
| 総排気量                    | 383.4立方インチ (6282 cm3)                  |
| シリンダー内径×ピストン行程 | 4.30インチ (10.92 cm) ×3.30インチ (8.38 cm) |

| 型式年度 | 圧縮比                           | キャブレター       | 最高出力                             | 最大トルク                                        | 備考                                                                               |
| -------- | -------------------------------- | ------------------ | ------------------------------------ | ------------------------------------------------- | ---------------------------------------------------------------------------------- |
| 1958     | 10.5: 1 (プレミアムガソリン指定) | 4スロート2ステージ | 312英馬力 (233 kW) @ 4600 rpm グロス | 405重量ポンドフィート (549 N·m) @ 2900 rpm グロス | マーキュリー・モントレー、マーキュリー・コミューター                               |
| 1958     | 10.5: 1 (プレミアムガソリン指定) | 4スロート2ステージ | 330英馬力 (246 kW) @ 4800 rpm グロス | 425重量ポンドフィート (576 N·m) @ 3000 rpm グロス | マーキュリー・モントクレア、マーキュリー・ボイジャー、マーキュリー・コロニーパーク |
| 1959     | 10.0: 1 (プレミアムガソリン指定) | 4スロート2ステージ | 322英馬力 (240 kW) @ 4600 rpm グロス | 420重量ポンドフィート (569 N·m) @ 2800 rpm グロス |                                                                                    |
| 1960     | 8.5: 1                           | 2スロート1ステージ | 280英馬力 (209 kW) @ 4200 rpm グロス | 405重量ポンドフィート (549 N·m) @ 2200 rpm グロス |                                                                                    |

### マローダーV8 (430)

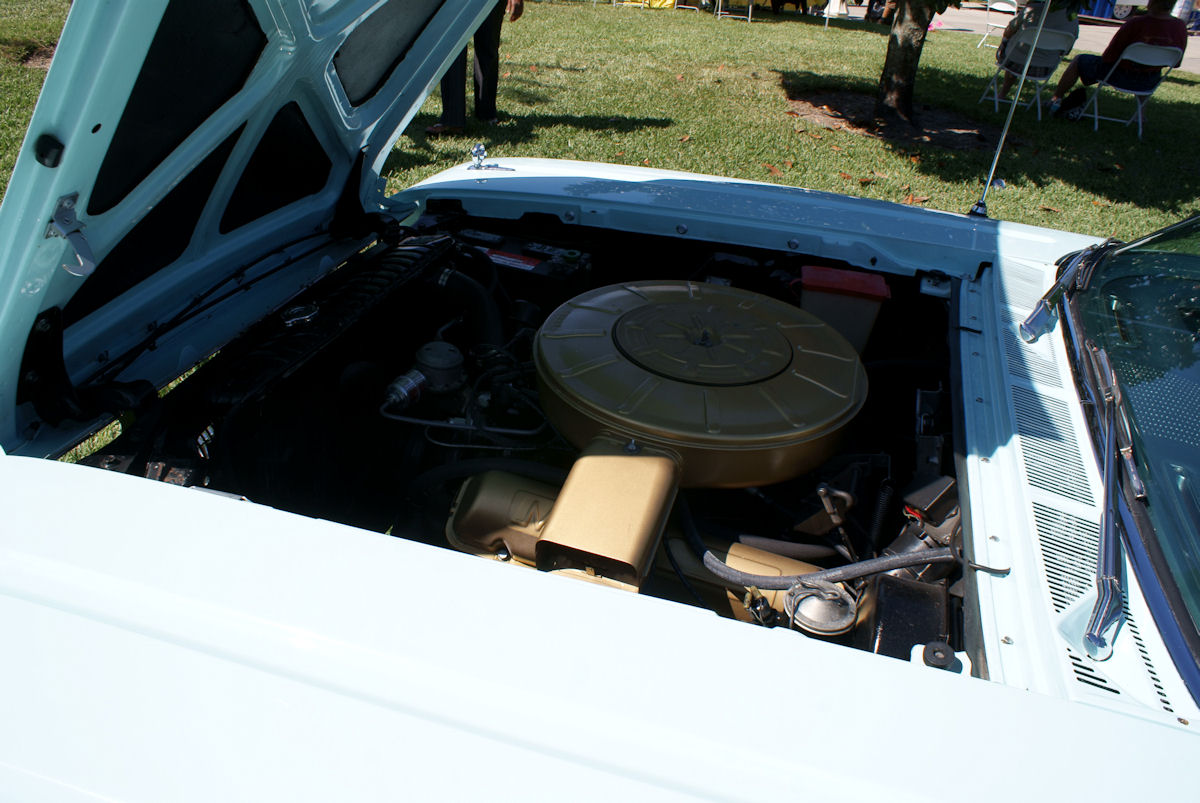
1960年型マーキュリー・パークレーンのマローダーV8

シリーズの始祖となる3型式の一つであり、実用化はマーキュリーが1957年10月から始まり、リンカーンおよびコンチネンタルではリンカーンコンチネンタルV8として同11月から始まった。
総排気量は7.04 Lであり、同時に実用化された383とシリンダー内径を、E-475とピストン行程をそれぞれ共有している。キャブレターは1958年型と1959年型が4バレル、1960年型から1962年型までが2バレル、1963年型以降が4バレルである。リンカーン (およびコンチネンタル) とマーキュリーでは出力価に差がつけられた。また1958型式年度の全車種に選択装備として設定された高性能仕様のスーパーマローダーV8 (Super Marauder V-8) は2バレルを3基用いるトライパワーであり、エアクリーナーケースは一般的なプレス鋼鈑のフライパン型ではなく、鋳造アルミニウム合金で滑らかな翼型に造形された方形型が採用されている。
1959年10月 (1960型式年度)、当年度のみフォード・サンダーバードに選択装備として設定された。リンカーンマーキュリーとは異なり、キャブレターは4バレルである。
1960年11月 (1961型式年度) からリンカーン専用となった。また実用化後まもなく開始された長期耐久テストの結果、保証期間が従来の3000マイル (約4800 km) または90日間 (先に達した方) から、2万4000マイル (約3万8600 km) または24月間 (同) へ伸ばされた。
1965年を以て製造を終了し462に代替された。
| 総排気量                    | 429.9立方インチ (7044 cm3)                  |
| シリンダー内径×ピストン行程 | 4.30インチ (10.92 cm) ×3.70インチ (9.40 cm) |

| 型式年度 | 圧縮比                           | キャブレター         | 最高出力                             | 最大トルク                                        | 備考                          |
| -------- | -------------------------------- | -------------------- | ------------------------------------ | ------------------------------------------------- | ----------------------------- |
| 1958     | 10.5: 1 (プレミアムガソリン指定) | 4スロート2ステージ   | 360英馬力 (468 kW) @ 4600 rpm グロス | 480重量ポンドフィート (651 N·m) @ 3000 rpm グロス | マーキュリー・パークレーン    |
| 1958     | 10.5: 1 (プレミアムガソリン指定) | 4スロート2ステージ   | 375英馬力 (280 kW) @ 4800 rpm グロス | 490重量ポンドフィート (664 N·m) @ 3100 rpm グロス | コンチネンタル、リンカーン    |
| 1958     | 10.5: 1 (プレミアムガソリン指定) | 2スロート1ステージ×3 | 400英馬力 (298 kW) @ 5200 rpm グロス | 500重量ポンドフィート (678 N·m) @ 3200 rpm グロス | スーパーマローダーV8          |
| 1959     | 10.0: 1 (プレミアムガソリン指定) | 4スロート2ステージ   | 345英馬力 (257 kW) @ 4400 rpm グロス | 480重量ポンドフィート (651 N·m) @ 2800 rpm グロス | マーキュリー                  |
| 1959     | 10.0: 1 (プレミアムガソリン指定) | 4スロート2ステージ   | 350英馬力 (261 kW) @ 4400 rpm グロス | 490重量ポンドフィート (664 N·m) @ 2800 rpm グロス | リンカーン                    |
| 1960     | 10.0: 1 (プレミアムガソリン指定) | 2スロート1ステージ   | 310英馬力 (231 kW) @ 4100 rpm グロス | 460重量ポンドフィート (624 N·m) @ 2200 rpm グロス | マーキュリー                  |
| 1960     | 10.0: 1 (プレミアムガソリン指定) | 2スロート1ステージ   | 315英馬力 (235 kW) @ 4100 rpm グロス | 465重量ポンドフィート (630 N·m) @ 2200 rpm グロス | リンカーン                    |
| 1960     | 10.0: 1 (プレミアムガソリン指定) | 4スロート2ステージ   | 350英馬力 (261 kW) @ 4600 rpm グロス | 490重量ポンドフィート (664 N·m) @ 2800 rpm グロス | サンダーバード430スペシャルV8 |
| 1961-62  | 10.0: 1 (プレミアムガソリン指定) | 2スロート1ステージ   | 300英馬力 (224 kW) @ 4100 rpm グロス | 465重量ポンドフィート (630 N·m) @ 2000 rpm グロス | リンカーン                    |
| 1963-65  | 10.0: 1 (プレミアムガソリン指定) | 4スロート2ステージ   | 320英馬力 (239 kW) @ 4600 rpm グロス | 465重量ポンドフィート (630 N·m) @ 2600 rpm グロス | リンカーン                    |

### リンカーンコンチネンタルV8 (462)
430に替わり1965年9月に実用化された。

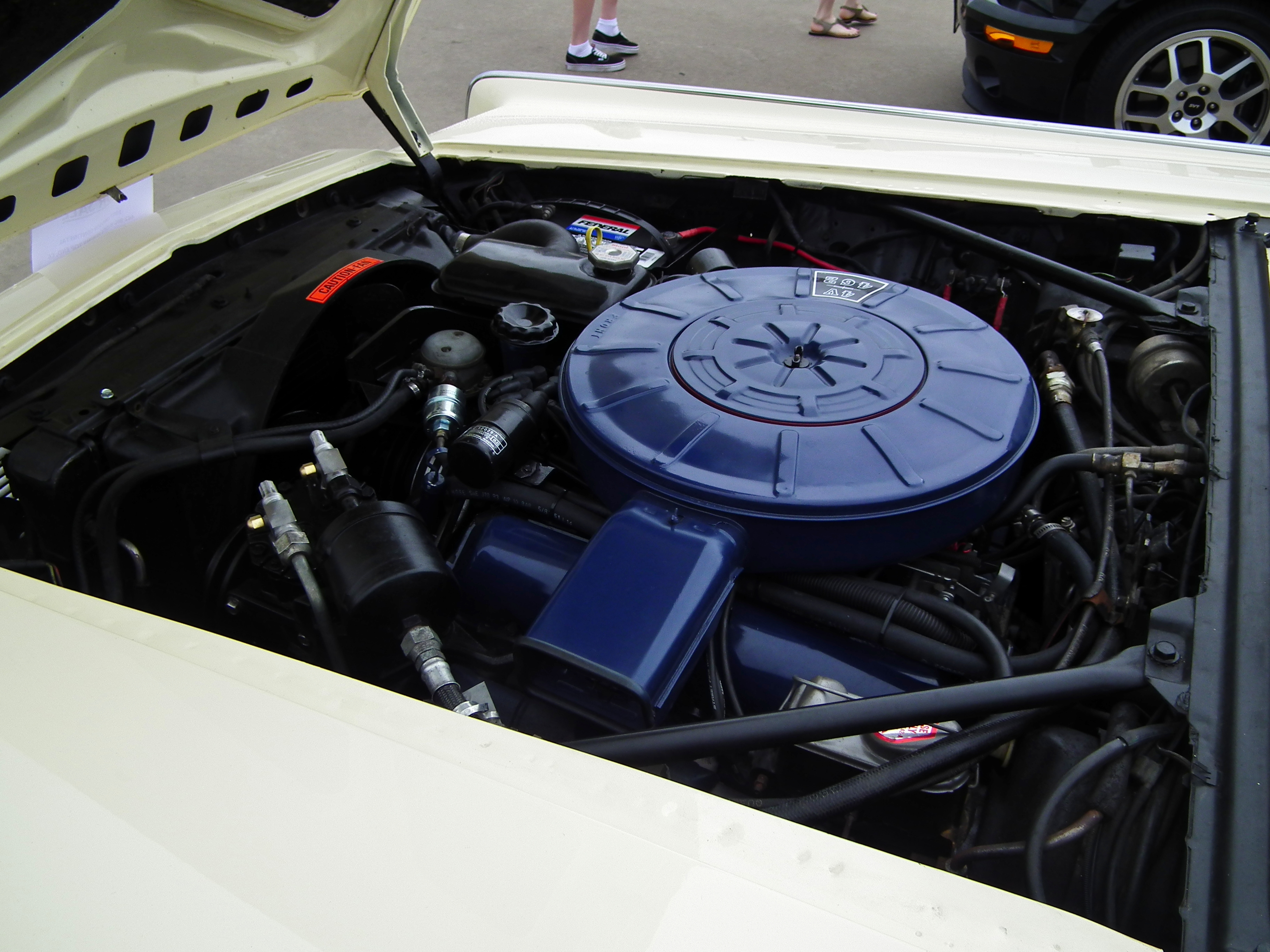
1967年型リンカーン・コンチネンタルのエンジン

430のシリンダー内径拡大とピストン行程延伸により、総排気量を7.57 Lとしたものでり、フォード・モーターの乗用車用ガソリンエンジンとしては史上最大である。キャブレターは4バレルである。
1967年中に製造ラインは新型のサンダージェットV8に切り替わっていたが、製造済みの在庫エンジンを売り抜くため、半期1968型式年度 (1968年春) まで動力とする車種が販売されていた。
| 総排気量                    | 461.7立方インチ (7565 cm3)                  |
| シリンダー内径×ピストン行程 | 4.38インチ (11.13 cm) ×3.83インチ (9.73 cm) |

| 型式年度 | 圧縮比                            | キャブレター       | 最高出力                             | 最大トルク                                        | 備考 |
| -------- | --------------------------------- | ------------------ | ------------------------------------ | ------------------------------------------------- | ---- |
| 1966-68  | 10.25: 1 (プレミアムガソリン指定) | 4スロート2ステージ | 340英馬力 (254 kW) @ 4600 rpm グロス | 485重量ポンドフィート (658 N·m) @ 2800 rpm グロス |      |